# Mr. Tot aĉetas mil okulojn
Mr. Tot aĉetas mil okulojn (M. Tot achète mille yeux) est un roman originellement écrit en espéranto par l'écrivain polonais Jean Forge et publié en 1931 dont s'est inspiré Fritz Lang pour son film Le Diabolique Docteur Mabuse (1960).